# Araeosoma belli
Araeosoma belli is een zee-egel uit de familie Echinothuriidae.
De wetenschappelijke naam van de soort werd in 1903 gepubliceerd door Theodor Mortensen.